# Kazuya Iio
Kazuya Iio (飯尾 和也 Iio Kazuya?, nacido el 10 de abril de 1980 en Tokio) es un exfutbolista japonés. Jugaba de defensa y su último club fue el Matsumoto Yamaga FC de Japón.

## Trayectoria

### Clubes
| Club                 | País  | Año         |
| -------------------- | ----- | ----------- |
| Verdy Kawasaki       | Japón | 1999        |
| Vegalta Sendai       | Japón | 2000 - 2002 |
| Okinawa Kariyushi FC | Japón | 2003        |
| Shizuoka FC          | Japón | 2004        |
| Sagan Tosu           | Japón | 2005 - 2010 |
| Yokohama FC          | Japón | 2011        |
| Matsumoto Yamaga FC  | Japón | 2011 - 2014 |

## Estadística de carrera

### J. League
| Club                | Año   | J. League | J. League | Copa J. League | Copa J. League | Total | Total |
| Club                | Año   | Part.     | Goles     | Part.          | Goles          | Part. | Goles |
| ------------------- | ----- | --------- | --------- | -------------- | -------------- | ----- | ----- |
| Verdy Kawasaki      | 1999  | 1         | 0         | 0              | 0              | 1     | 0     |
| Vegalta Sendai      | 2000  | 35        | 0         | 2              | 0              | 37    | 0     |
| Vegalta Sendai      | 2001  | 25        | 0         | 1              | 0              | 26    | 0     |
| Vegalta Sendai      | 2002  | 0         | 0         | 2              | 0              | 2     | 0     |
| Sagan Tosu          | 2005  | 38        | 1         | -              | -              | 38    | 1     |
| Sagan Tosu          | 2006  | 25        | 2         | -              | -              | 25    | 2     |
| Sagan Tosu          | 2007  | 35        | 1         | -              | -              | 35    | 1     |
| Sagan Tosu          | 2008  | 36        | 4         | -              | -              | 36    | 4     |
| Sagan Tosu          | 2009  | 48        | 3         | -              | -              | 48    | 3     |
| Sagan Tosu          | 2010  | 15        | 1         | -              | -              | 15    | 1     |
| Yokohama FC         | 2011  | 6         | 0         | -              | -              | 6     | 0     |
| Matsumoto Yamaga FC | 2012  | 41        | 3         | -              | -              | 41    | 3     |
| Matsumoto Yamaga FC | 2013  | 6         | 0         | -              | -              | 6     | 0     |
| Matsumoto Yamaga FC | 2014  | 5         | 0         | -              | -              | 5     | 0     |
| Total               | Total | 316       | 15        | 5              | 0              | 321   | 15    |